# 陳熙朝
陳熙朝（？—？），河南省獲嘉縣人，清朝政治人物、進士出身。
光緒三十年，會試第54名；殿試登進士三甲第41名，后授以主事分部學習。1909年，擔任河南省諮議局議員。